# 德國葡萄酒

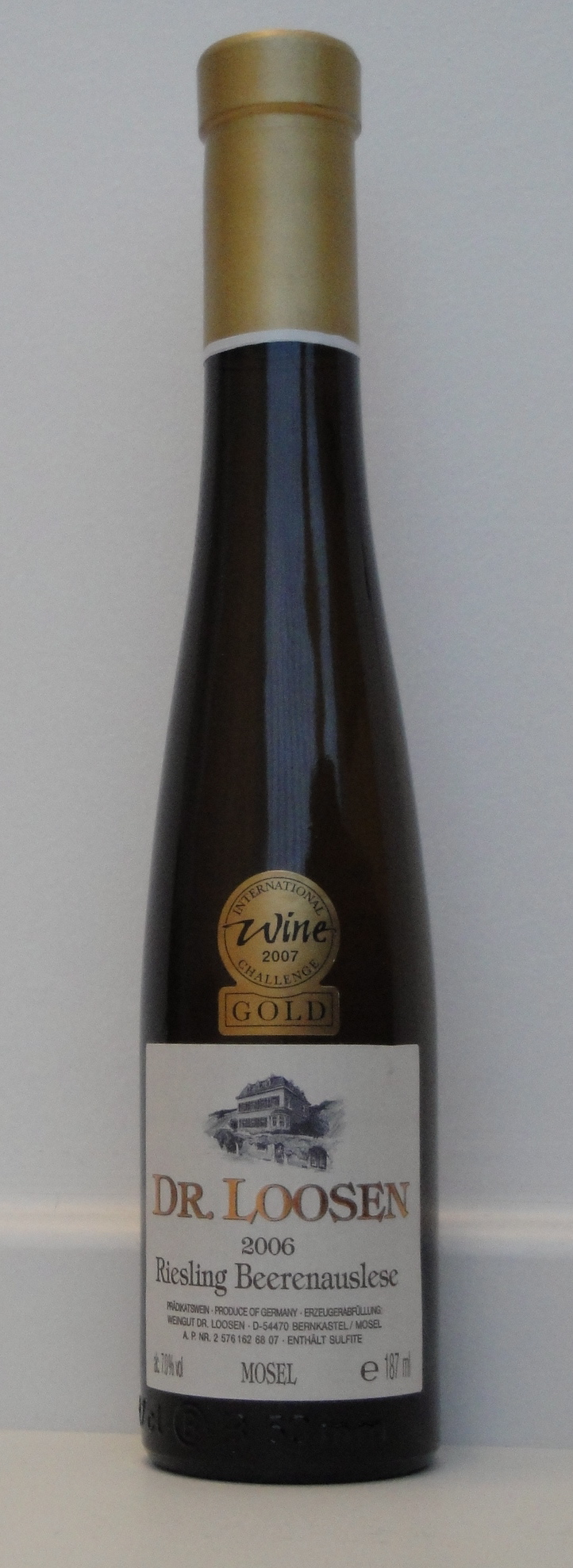
德國雷司令葡萄酒

德國主要葡萄酒產區是西部萊茵河及其支流流域。德國葡萄酒生產歷史可追溯至羅馬帝國時期，德國約60%葡萄酒生產於萊茵蘭-普法爾茨。
德國葡萄園面積大約是西班牙、法國和義大利十分之一，約10.2萬公頃，葡萄酒年產量約為900萬升，是世界第八大葡萄酒生產國。白葡萄酒佔德國葡萄酒總產量三分之二。

## 歷史
早在古羅馬時代已有人在德國西南種植葡萄釀酒。當時該帶是羅馬帝國一部分，受古羅馬人影響。中世紀時代起，不少德國教堂廣開葡萄園釀製葡萄酒。
由於德國的氣候和水土等原因，德國葡萄酒生產，大致都是在西南部，尤其是萊茵蘭-普法爾茨。

## 分佈

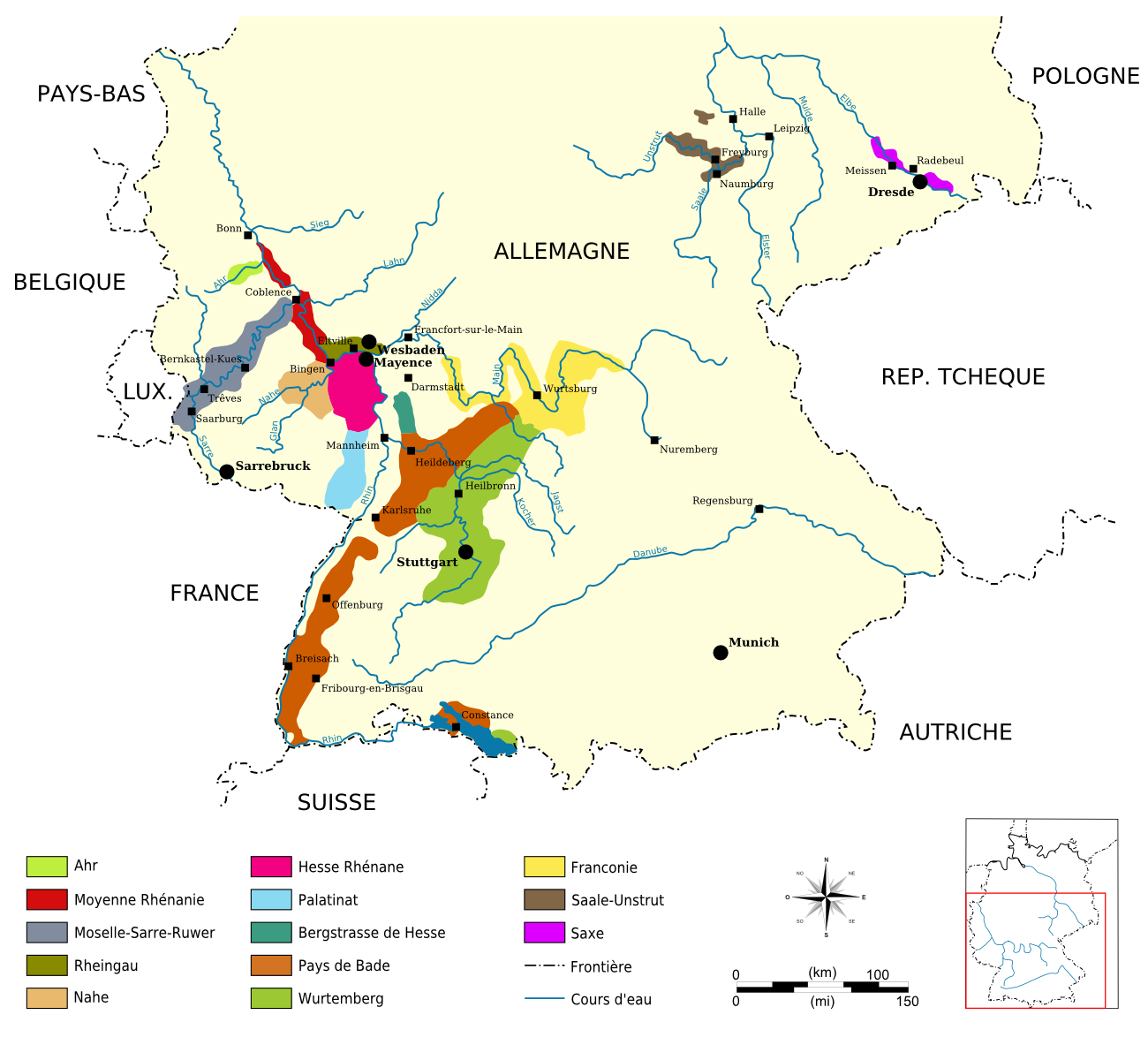
德國葡萄酒13個產區

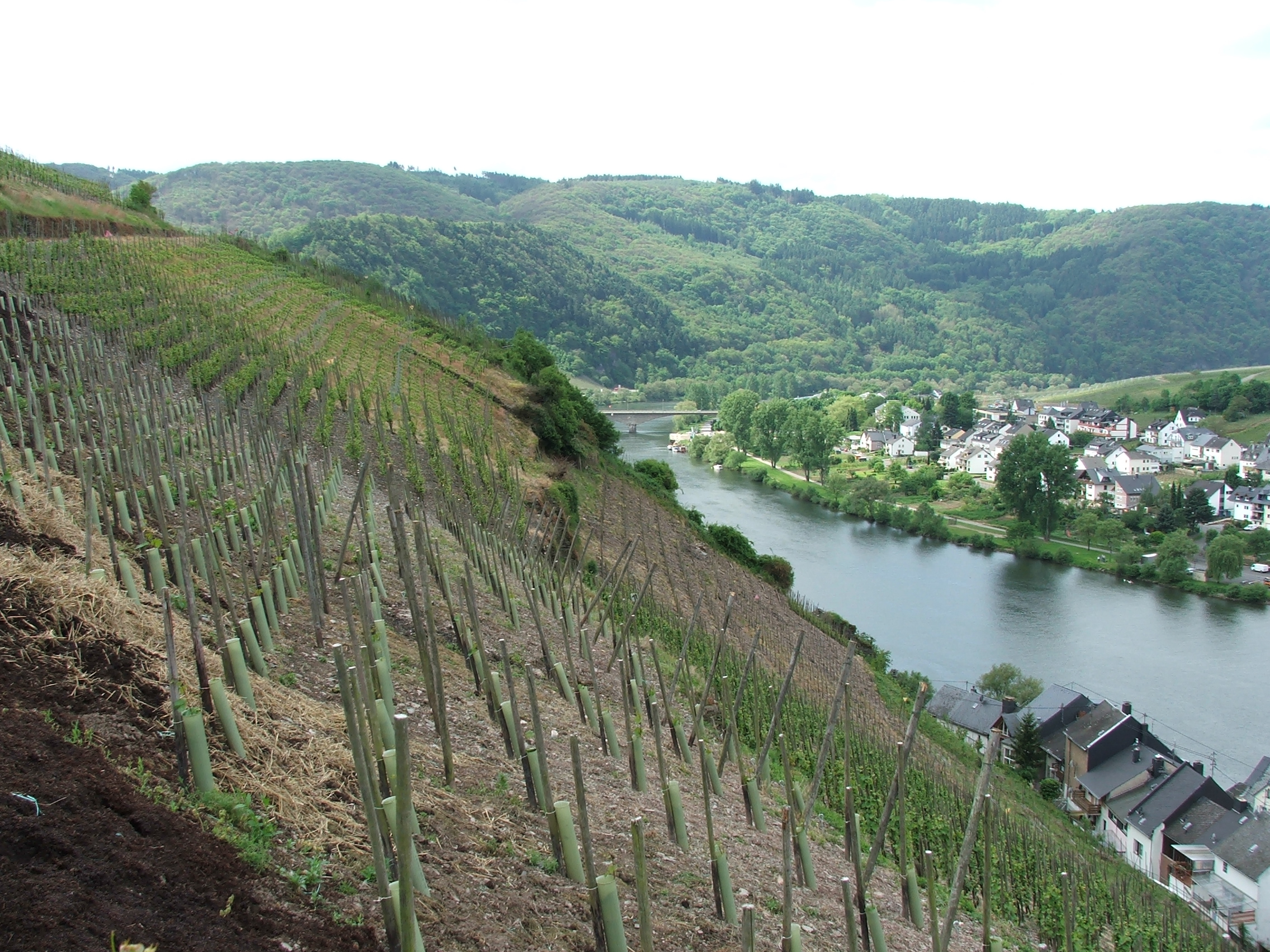
摩澤爾產區的葡萄園

德國葡萄酒生產主要是集中於西南的萊茵河河谷，其中全國60%葡萄酒更是產自萊茵蘭-普法爾茨。
大致上德國葡萄酒共有13個產區：
- 阿爾河產區：位處阿爾河谷，以釀製紅葡萄酒見稱。
- 巴登產區：位於巴登。
- Franconia產區：巴伐利亞州唯一葡萄酒產區，位於該州西部。
- Hessische Bergstrasse產區：位處黑森州西部。
- 中萊茵河產區：最北到達科布倫茨。
- 摩澤爾葡萄酒產區：也是以釀製紅葡萄酒見稱。
- 纳厄河產區：位於纳厄河沿岸，產量約四分之三是白葡萄酒，而其中27.2%屬雷司令酒。
- 普法爾茨產區：位於普法爾茨地區。
- 萊茵高產區：位處萊茵高地區。
- 萊茵黑森產區：莱茵兰-普法尔茨州與黑森州之間。
- 薩勒河-溫斯特魯特產區：位處薩勒河至溫斯特魯特河沿岸，屬德國東北部，既是全德最北的產區，也是全歐洲最北的葡萄酒產區。冷戰時代屬東德領土。
- 薩克森產區：位處薩克森自由州，冷戰時代屬東德領土。
- 符騰堡產區：位處符騰堡。

## 葡萄種類
約135種葡萄被種植於德國，其中100種被用作釀造白葡萄酒，而餘下35種則是製紅酒。
一般而言德國的葡萄酒主要以白葡萄酒居多，但也有35%的葡萄園是供應作紅酒用。
德國種植的葡萄以雷司令最為知名，全德約21.9%的葡萄園是種植雷司令葡萄。其次則是米勒-圖高，約13.4%德國葡萄園栽培。另也有11.5%葡萄園種植黑比諾。